# تيسا دنلوب
تيسا دنلوب (بالإنجليزية: Tessa Dunlop)‏ هي مقدمة تلفزيونية وصحفية ومؤلفة بريطانية، ولدت في 1974.